# Гиг Харбър
Гиг Харбър (на английски: Gig Harbor) е град в окръг Пиърс, щата Вашингтон, САЩ. Гиг Харбър е с население от 6465 жители (2000) и обща площ от 11,3 km². Намира се на 11 m надморска височина. ЗИП кодът му е 98329, 98332, 98335, а телефонният му код е 253.